# 예산군 (1988년 선거구)
예산군은 대한민국의 옛 국회의원 선거구이다. 당시 충청남도 예산군 지역을 관할했다.

## 역사
1988년 4월 26일에 실시된 대한민국 제13대 국회의원 선거에서 소선거구제가 재도입되면서 청양군·홍성군·예산군 선거구에서 분리되어 신설되었다.
2004년 4월 15일에 실시된 대한민국 제17대 국회의원 선거를 앞두고 실시된 선거구 개편 과정에서 인구 하한선 미달로 인하여 폐지되었다. 이에 따라 홍성군은 예산군과 함께 홍성군·예산군 선거구를 형성하게 되었다.

## 역대 국회의원
| 선거   | 정당 | 정당         | 의원   |
| ------ | ---- | ------------ | ------ |
| 1988년 |      | 신민주공화당 | 박병선 |
| 1992년 |      | 민주자유당   | 오장섭 |
| 1996년 |      | 자유민주연합 | 조종석 |
| 1997년 |      | 신한국당     | 오장섭 |
| 2000년 |      | 자유민주연합 | 오장섭 |

## 역대 선거 결과

### 대한민국 제13대 국회의원 선거
|  | 41.40% |

|  | 34.02% |

|  | 19.64% |

|  | 3.23% |

|  | 1.69% |

### 대한민국 제14대 국회의원 선거
|  | 60.03% |

|  | 30.01% |

|  | 8.03% |

|  | 1.92% |

### 대한민국 제15대 국회의원 선거
|  | 48.57% |

|  | 41.39% |

|  | 8.89% |

|  | 1.14% |

### 1997년 대한민국 재보궐선거
조종석 의원의 의원직 상실로 인해 치러진 1997년 대한민국 재보궐선거에서 신한국당 오장섭 후보가 당선되었다.

### 대한민국 제16대 국회의원 선거
|  | 55.45% |

|  | 31.26% |

|  | 10.44% |

|  | 2.83% |